# Can Reixac de Pagés
Can Reixac és un mas a Sant Martí de Llémena (el Gironès) catalogat a l'Inventari del Patrimoni Arquitectònic de Catalunya. Edifici de planta allargada, de planta baixa i pis a la zona de pallissa, ara habilitada com a habitatge, i de planta baixa i dos pisos a la resta. El cap de la masia, antiga pallissa, està formada per un arc carpanell a planta baixa, al costat dret de la façana i una finestra d'arc de mig punt.
Pel costat dret de la façana de la masia s'ha adossat una pallissa de pilars quadrats amb teulat a una vessant pronunciada, de tres crugies i estables a planta baixa i pallissa al primer pis. La seva façana posterior té una finestra contínua que les unifica, amb ampit paral·lel al teulat i situada a la punta superior. Està coberta per teulat a dues aigües amb el carener paral·lel a la façana de la porta d'entrada i realitzada en pedra calcària.